# 669.
◄ | 6. stoljeće | 7. stoljeće | 8. stoljeće | ►
◄ | 630-ih | 640-ih | 650-ih | 660-ih | 670-ih | 680-ih | 690-ih | ►
◄◄ | ◄ | 666. | 667. | 668. | 669. | 670. | 671. | 672. | ► | ►►
Astronomija • Književnost • Kršćanstvo • Pravo • Promet

## Rođenja
- Grgur II., papa († 731.)

## Vanjske poveznice
|  | Zajednički poslužitelj ima još gradiva o temi 669. |